# Simón Elissetche
Simón Pablo Elissetche Correa (Cabildo, Chile, 28 de septiembre de 1977) es un entrenador de fútbol chileno. Actualmente dirige a la selección de Timor Oriental.

## Trayectoria
Nacido en Cabildo, región de Valparaíso, Elissetche cursó sus estudios en el Instituto Nacional de Fútbol (INAF) en 2000, donde formó parte de la primera generación que se recibió como entrenadores profesionales en el fútbol chileno. A partir de ahí, trabajó en diversas escuelas de fútbol hasta que decidió mudarse a Asia en 2004 para poder ser técnico.Allí, se desempeñó como ayudante del Kendari Utama, un club amateur donde también trabajó con Juan Rodríguez Vega aunque regresaría más tarde a su país natal.
En 2012, fue entrenador del PSSB Bireuen para la temporada 2011-12 de la Primera División de Indonesia donde terminó salvando al club de perder la categoría.El 9 de junio de 2013 firmó un contrato con el Persita Tangerang,aunque presentó su renuncia luego de dirigir solamente seis partidos con un récord de 3 victorias, 1 empate y 2 derrotas.
Luego de un paso por el Persikutim East Kutai, Elissetche firmó con el Assalam F.C. en febrero de 2016.Llevó al club a la final de la Copa 12 de Noviembre donde cayó ante el AS Ponta Leste por 1-0.
En la temporada 2017, entrenó al Karketu Dili donde obtuvo la LFA Primera Divisióny en el mes de noviembre conquistó la Supercopa LFA después de vencer al Atlético Ultramar por 4-0.Ese mismo año, inició su primera etapa al frente de selección de Timor Oriental.Bajo su cargo, la selección asiática venció a Filipinas en un amistoso oficial por 1-0 y logró el segundo triunfo de la historia del combinado timorense.
El 28 de diciembre de 2017, Ellissetche regresó a Indonesia para ser el entrenador del Aceh United de la Liga 2 de cara a la temporada 2018.Sin embargo, su contrato fue terminado de mutuo acuerdo en octubre de 2018.En el año 2020, volvió al fútbol timorense y se hizo cargo del Lalenok United.Con las Langostas se coronó como bicampeón tras ganar la Copa de la Federación de Fútbol y la Copa 12 de Noviembre.En junio de 2021, fue confirmado como entrenador del PSPS Riau de Indonesia.Posteriormente, entrenó al PS Siak y luego de salir campeón de la Liga 3, finalizó su vínculo con el club en septiembre de 2022.
En abril de 2024, comenzó su segunda etapa como seleccionador de Timor Oriental.

## Clubes

### Como entrenador
| Club                        | País           | Año           |
| --------------------------- | -------------- | ------------- |
| PSSB Bireuen                | Indonesia      | 2012          |
| Persita Tangerang           | Indonesia      | 2013          |
| Persikutim East Kutai       | Indonesia      | 2013          |
| Assalam FC                  | Timor Oriental | 2016          |
| Karketu Dili                | Timor Oriental | 2017          |
| Selección de Timor Oriental | Timor Oriental | 2017-2018     |
| Aceh United                 | Indonesia      | 2018          |
| Lalenok United              | Timor Oriental | 2020          |
| PSPS Riau                   | Indonesia      | 2021          |
| PS Siak                     | Indonesia      | 2021-2022     |
| Selección de Timor Oriental | Timor Oriental | 2024-presente |

## Palmarés

### Como entrenador

#### Campeonatos nacionales
| Título               | Club           | País           | Año  |
| -------------------- | -------------- | -------------- | ---- |
| LFA Primera División | Karketu Dili   | Timor Oriental | 2017 |
| Supercopa LFA        | Karketu Dili   | Timor Oriental | 2017 |
| Copa FFTL            | Lalenok United | Timor Oriental | 2020 |
| Copa 12 de Noviembre | Lalenok United | Timor Oriental | 2020 |
| Liga 3               | PS Siak        | Indonesia      | 2022 |